# REBEL MOON: パート2 傷跡を刻む者
『REBEL MOON: パート2 傷跡を刻む者』（原題：Rebel Moon – Part Two: The Scargiver）は、アメリカ合衆国で製作されたスペースオペラ叙事詩的映画である。二部に別れて公開され、パート1である『REBEL MOON: パート1 炎の子』は2023年12月15日に限定劇場公開された後の2023年12月22日にNetflixで全世界公開され、パート2である本作は2024年4月12日にアメリカ国内の劇場でやはり限定的に公開された後の2024年4月19日にNetflixで全世界公開された。監督はザック・スナイダー、主演はソフィア・ブテラである。
2024年8月2日には両作のディレクターズカットが公開予定である。

## ストーリー
ノーブルは蘇生し、ヴェルトの村に穀物の用意を命じ、弩級艦で向かう。コラ、タイタス、ガンナー、タラク、ネメシス、ミリウスの一行は村に戻る。コラはガンナーに、王一家の暗殺の罪を着せられてお尋ね者になったことを語る。タイタス将軍は村人を組織し防御を固めて弩級艦を待ち受け、ジミーがこれを見守る。
弩級艦がヴェルトに到着し、コラは村人の安全のために自らを差し出そうとするも、ガンナーが合図を出して村人と降下軍の戦闘が始まる。ネメシスは死ぬ。ジミーが村人側について戦う。コラとガンナーは隠していた降下船で弩級艦に乗り込み、爆発物を仕掛けて艦を破壊する。二人はノーブルを殺し、墜落する艦から脱出するもガンナーは死ぬ。デヴラ率いる飛行隊が降下軍の生き残りを掃討する。
コラは自分がバリサリウスの養女アースレイアスであることを仲間たちに告白する。タイタスは、イサ姫が生きていることをコラに教え、共にバリサリウスと戦おうと言う。ジミーも仲間に加わる。

## キャスト
- コラ (アースレイアス、"傷跡を刻む者"スカーギヴァー)
  - 演 - ソフィア・ブテラ、日本語吹替 - 沢城みゆき[8]
  - マザーワールドに背き、戦う仲間を集めるインペリウムの元士官。
- タイタス将軍
  - 演 - ジャイモン・フンスー、日本語吹替 - 立木文彦[8]
  - コラにスカウトされるインペリウムの元将軍。
- ガンナー
  - 演 - ミキール・ハースマン、日本語吹替 - 小林親弘[8]
  - 戦いに加わる農家の監督者でコラの友人。
- タラク
  - 演 - スタズ・ネアー、日本語吹替 - 武内駿輔[8]
  - コラにスカウトされる、動物と話して絆を結ぶ能力を持つ鍛冶屋。
- ネメシス
  - 演 - ペ・ドゥナ、日本語吹替 - 竹内絢子[8]
  - コラにスカウトされるサイボーグ剣士。
- デヴラ・ブラッドアックス
  - 演 - クレオパトラ・コールマン
  - コラにスカウトされる戦士。
- ミリウス
  - 演 - イリース・ダフィー、日本語吹替 - 青山玲菜[9]
  - デヴラの部下の戦士。
- ジミー
  - 声 - アンソニー・ホプキンス、日本語吹替 - 池水通洋[8]
  - コラにスカウトされる、かつて王に仕えたロボットの戦士「メカニカル・ナイト」の最後のメンバー。
- アティカス・ノーブル提督
  - 演 - エド・スクライン、日本語吹替 - 神谷浩史[10]
  - バリサリウスの右腕で、インペリウムの指揮官。
- カシウス
  - 演 - Alfonso Herrera
  - ノーブルの部下
- 摂政バリサリウス
  - 演 - フラ・フィー、日本語吹替 - 土田大
  - 王と女王が暗殺された後の、マザーワールドの実際の統治者。
- 王
  - 演 - ケイリー・エルウィス
  - 暗殺されたマザーワールドの統治者。
- 女王
  - 演 - リアン・リース
  - ともに暗殺された王の配偶者。
- イサ姫
  - 演 - Stella Grace Fitzgerald
  - コラがかつて護衛したマザーワールドの王女。
- ヘーゲン
  - 演 - Ingvar Sigurdsson
  - 衛星ヴェルトの農家でコラの友人
- デン
  - 演 - スチュアート・マーティン（英語版）、日本語吹替 - 佐々木啓夫
  - 衛星ヴェルトの農家

## ディレクターズ・カット版
2024年8月2日より、『REBEL MOON - パート2：ディレクターズ・カット』(Chapter Two: Curse of Forgiveness)がNetflixにて配信開始された。オリジナル版より約1時間長いR指定版として公開。